# 후지카와정
후지카와정(일본어: 富士川町)은 일본 야마나시현 미나미코마군에 있는 정이다. 2010년 3월 8일에 미나미코마군의 가지카자와정과 마스호정이 합병해 탄생하였다.

## 지리
미나미코마군 북부에 위치하며 서쪽으로 일본 2백 명산 중 하나인 구시가타산이 우뚝 솟아 있고 동쪽으로 일본 3대 급류 중 하나인 후지강이 흐른다.

## 인구
| 연도 | 인구   | ±%    |
| ---- | ------ | ----- |
| 1960 | 21,558 | —     |
| 1970 | 19,864 | −7.9% |
| 1980 | 18,815 | −5.3% |
| 1990 | 18,170 | −3.4% |
| 2000 | 17,544 | −3.4% |
| 2010 | 16,225 | −7.5% |

## 교통

### 도로
- 주부 횡단 자동차도
- 국도 52호선
- 국도 140호선